# Veilchenkopfelfe
Die Veilchenkopfelfe (Calypte costae), auch Costakolibri genannt, gehört zur Familie der Kolibris (Trochilidae). Die Art ist im Westen Nordamerikas verbreitet. Ihr Bestand wird von der IUCN als „nicht gefährdet“ (least concern) eingeschätzt.

## Aussehen
Veilchenkopfelfen werden rund 7 bis 8 Zentimeter lang und haben eine Flügelspannweite von 11 Zentimetern. Sie erreichen ein Gewicht von 3,0 bis 3,5 Gramm. Die Geschlechter weisen in der Färbung des Gefieders einen deutlichen Dimorphismus auf. Der Kopf schimmert beim Männchen metallisch violett, beim Weibchen eher grünlich. Das Männchen erkennt man an der violetten Kehle und den stark verlängerten violetten Federn seitlich davon. Die restliche Oberseite ist metallisch bronzefarben-grün, der Schwanz bräunlich grau. Die Unterseite ist ebenfalls metallisch bronzegrün mit einem breiten grauen Streifen von der Kehle über die Brust bis zum Bauch. Die Kehle des Weibchens ist weißlich gefärbt. Der Rest des Gefieders ist in eher gedeckten oder stumpfen Grau- und Grüntönen gehalten. Die Augen, Beine und Füße beider Geschlechter weisen eine dunkelbraune bis schwarze Färbung auf.

## Verbreitung

Verbreitungsgebiet der Veilchenkopfelfe: Gelb = nur Brutgebiet, Grün = ganzjähriges Vorkommen, Blau = nur Überwinterungsgebiet

Die Art lebt im westlichen Nordamerika in den US-Staaten Kalifornien, Nevada, Utah, New Mexico und Arizona und im Nordwesten Mexikos in den Bundesstaaten Baja California, Baja California Sur, Sonora und Sinaloa.

## Nahrung
Die Nahrung der Veilchenkopfelfen besteht hauptsächlich aus Blütennektar und Pollen. Der Nektar wird im Flug aus den Blüten aufgenommen. Zudem werden kleine Insekten gefressen, was eine ausreichende Versorgung mit Eiweiß sicherstellt. Die Insekten werden im Flug gefangen und von Blättern und Zweigen abgesammelt.

## Fortpflanzung

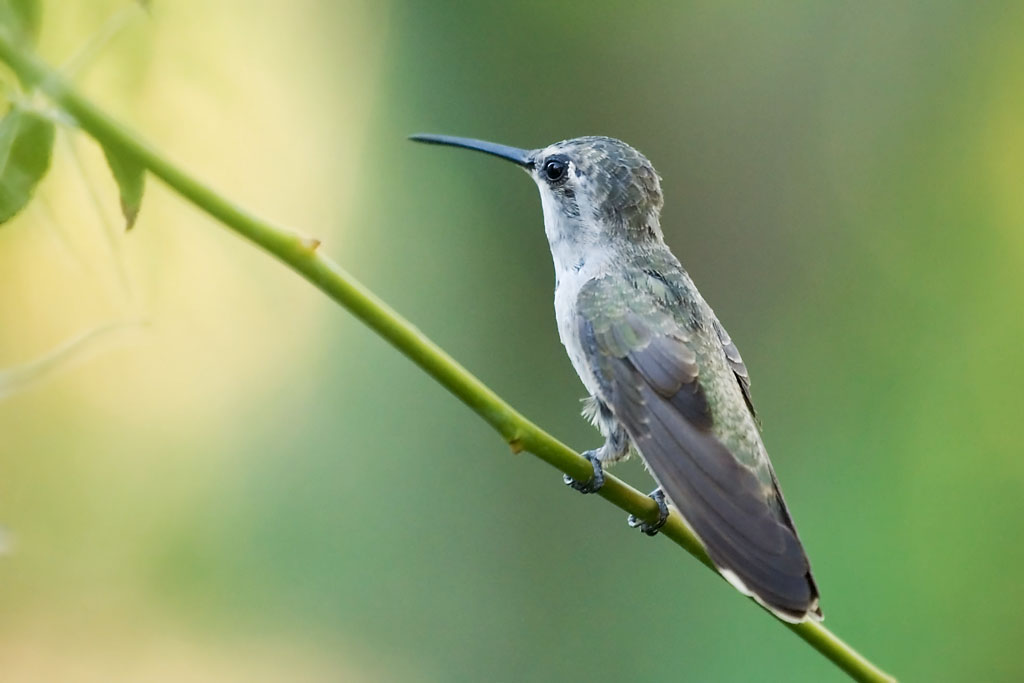
Veilchenkopfelfe (Weibchen)

Das Weibchen legt meist zwei Eier. Die Jungvögel schlüpfen nach einer Brutzeit von 15 bis 18 Tagen. Nach 20 bis 23 Tagen sind die Jungen flügge.

## Feinde
Neben dem Menschen, der den Lebensraum der Veilchenkopfelfe zerstört und Teile dieses Vogels zu Schmuck verarbeitet, hat die Art auch natürliche Feinde wie Schlangen, Katzen und Greifvögel.

## Gefährdung
Der Gesamtbestand wird derzeit nicht als bedroht angesehen. In der Roten Liste der Weltnaturschutzunion wird die Veilchenkopfelfe daher in der Kategorie „nicht gefährdet“ (least concern) geführt.

## Etymologie und Forschungsgeschichte
Jules Bourcier beschrieb die Art als Ornismya costæ. Erst später wurde sie der Gattung Calypte zugeordnet. Der Ursprung des Namens Calypte ist nicht ganz eindeutig. Eventuell ist das Wort vom griechischen καλύπτρη, καλύπτω kalýptē, kalýptō für „Schleier, bedecken“ abgeleitet. Das Artepitheton costae ehrt den savoyischen Soldaten, Politiker, Naturforscher und Archäologen Louis Marie Pantaléon Marquis Costa, Marquis de Beauregard (1806–1864). In seiner Erstbeschreibung erwähnte Bourcier nicht, wem genau er den Namen widmete, doch holte er dies ein Jahr später in seinem Artikel Description et figures des trois espèces nouvelles d'oiseaux-mouches nach. So stellte sich die Annahme, die Prévost und Des Murs in ihrem Werk Voyage autour du monde sur la frégate la Vénus trafen, dass der Name des Kolibris dem Direktor des Museums von Neapel Oronzio Gabrielle Costa (1787–1867) gewidmet sei, als falsch heraus.